# نمای دونفره

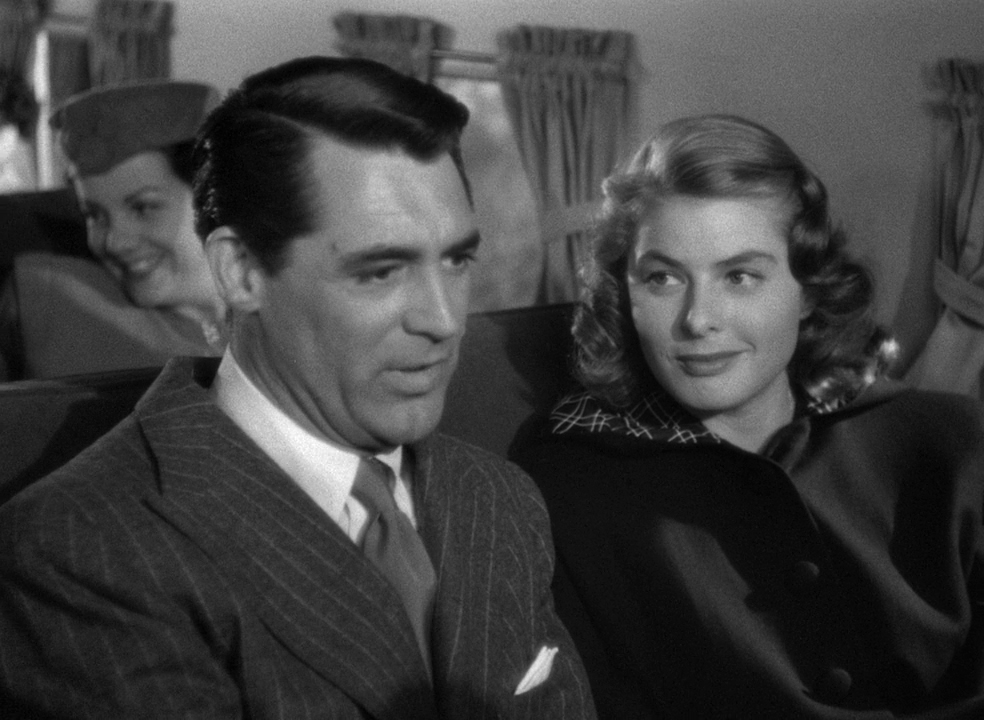
کری گرانت و اینگرید برگمن در دو پلان کلاسیک از فیلم بدنام، آلفرد هیچکاک محصول 1946

نمای دو نفره (یا به طور خلاصه دو شات ) نوعی عکس است که در آن کادر دو نفر (سوژه) را در بر می گیرد.  لزومی ندارد که سوژه ها در کنار هم باشند و دو عکس مشترک زیادی وجود دارد که یک سوژه در پیش زمینه و سوژه دیگر در پس زمینه دارند.

## چشم انداز
نمای دو نفره کلاسیک با لنز متوسط معمولاً از سر تا زانو یا نزدیک‌تر گرفته می‌شود (اصطلاح "دو" مخفف "نمای دو نفره متوسط" است) و به گونه‌ای ترکیب می‌شود که چهره هر دو شخصیت به‌وضوح دیده شود. از تغییرات رایج این نما می‌توان به مواردی مانند: هر دو نفر در نمای نیمرخ، یک نفر در نیمرخ و دیگری در نمای سه‌ربع یا تمام‌رخ، هر دو نفر رو به دوربین در کنار هم یا پشت سر هم، یک نفر با پشت به دیگری در حالی که نفر دوم به او نگاه می‌کند، یا ترکیبی از نیمرخ، سه‌ربع، تمام‌رخ یا استفاده از آینه برای ایجاد نمای دو نفره اشاره کرد.
یک « نمای دو نفره آمریکایی»  دو سر را به صورت نیم رخ به دوربین نشان می دهد.
در یک « نمای دو نفره  غربی»، دو شخصیت گفت‌وگویی رو‌در‌رو را آغاز می‌کنند، سپس یکی از آن‌ها ۱۸۰ درجه از دیگری دور می‌شود، در حالی که شخصیت دوم همچنان به او نگاه کرده و گفتگو را ادامه می‌دهد. این تکنیک باعث می‌شود هر دو شخصیت در یک قاب و روبروی دوربین دیده شوند. با وجود ظاهر غیرواقع‌گرایانه‌اش، این شیوه بیشتر در سریال‌های آمریکایی به کار می‌رود.
در یک «نمای دو نفره کامل»، هر دو شخصیت از سر تا پا دیده می‌شوند. «نمای دو نفره واید» با لنز بازتری گرفته می‌شود و علاوه بر دو شخصیت، محیط اطراف آن‌ها را نیز در بر می‌گیرد. «نمای نزدیک دو نفره» با لنز بلند ثبت می‌شود و چهره‌ی هر دو نفر را در کادر نزدیک نشان می‌دهد. این نوع قاب‌بندی معمولاً برای صحنه‌های بوسه یا لحظات پرتنش و دراماتیک به کار می‌رود.
در فیلم‌های کلاسیک اغلب از برداشت‌های بلند استفاده می‌شد که در آن از چندین نوع نما بدون برش استفاده می‌شد. به عنوان مثال، اگر دو نفر در یک مدیوم شات رو به روی دوربین صحبت کنند و شخصیت پیش زمینه پشت خود را به دوربین بچرخاند، این شات به یک شات "از روی شانه" یا "OTS" تبدیل می شود. اگر آن شخصیت سپس به سمت شخصیت در پس‌زمینه با هر دو شخصیت در پروفایل راه برود، شات به یک دو شات کامل تبدیل می‌شود. اگر دوربین نزدیکتر شود، شات دوباره تبدیل به دو شات متوسط می شود و به همین ترتیب.
به طور مشابه، سه شات دارای سه نفر است که به طور برجسته در ترکیب کادر ظاهر می شوند.
در مقابل، اصطلاح "یک شات" معنای دیگری دارد: برای توصیف یک فیلم، سکانس یا صحنه کامل که در یک برداشت پیوسته گرفته شده است، معمولاً بدون برش های واقعی یا قابل توجه استفاده می شود.
به نماهایی که فقط یک بازیگر را قاب می‌کنند ، تک‌نما (یا تک‌آهنگ کوتاه) می‌گویند.

## مراجع
1. ↑  «Cinematography: Theory and Practice: Image Making for Cinematographers and ...».
2. ↑  «Television and American Culture».